# Приевор (община Херцег Нови)
Приевор (на сръбски: Пријевор) е село в Черна гора, разположено в община Херцег Нови. Населението му според преброяването през 2011 г. е 104 души, от тях: 86 (82,69 %) сърби, 12 (11,53 %) черногорци.

## Население
Численост на населението според преброяванията през годините:
- 1948 – 405 души
- 1953 – 393 души
- 1961 – 335 души
- 1971 – 278 души
- 1981 – 184 души
- 1991 – 126 души
- 2003 – 121 души
- 2011 – 104 души